# Jess Walter
Jess Walter (1965) è un giornalista e scrittore statunitense.
Come giornalista, scrive su prestigiosi giornali come Newsweek, Washington Post e Boston Globe. Vive con moglie e figli a Spokane, Washington. Ha vinto il Premio Edgar nel 2006 con il romanzo Senza passato (Citizen Vince) (2005).

## Opere

### Romanzi
- Il fiume dei cadaveri (Over Tumbled Graves, 2001), Casale Monferrato, Piemme, 2003 traduzione di Giancarlo Narciso ISBN 88-384-7057-X.
- Io sono l'assassino (The Land of the Blind, 2003), Casale Monferrato, Piemme, 2004 traduzione di Alfredo Colitto ISBN 88-384-8176-8.
- Senza passato (Citizen Vince), Casale Monferrato, Piemme, 2005 traduzione di Alfredo Colitto ISBN 88-384-8177-6.
- Dopo quel giorno (The Zero, 2006), Casale Monferrato, Piemme, 2009 traduzione di Alfredo Colitto ISBN 978-88-384-6230-6.
- La vita finanziaria dei poeti (The Financial Lives of the Poets, 2009), Parma, Guanda, 2011 traduzione di Elisa Banfi ISBN 978-88-6088-104-5.
- Beautiful Ruins (2012)
  - L'odore dolce dei ricordi, Roma, Cavallo di ferro, 2013 traduzione di Benedetta Tavani e Michela Candi ISBN 978-88-7907-129-1.
  - Ricorda di non dimenticarmi, Roma, Newton Compton, 2015 traduzione di Anna Leoncino ISBN 978-88-541-8320-9.

### Raccolte di racconti
- Viviamo in acqua (We Live in Water: Stories, 2013), Roma, Racconti, 2017 traduzione di Maurizio Bartocci ISBN 978-88-99767-06-8.

### Saggi
- Every Knee Shall Bow (1995)
- In Contempt con Christopher Darden (1996)